# Albino di Lione
Albino (... – Lione, IV secolo) è stato il 14º vescovo di Lione, vissuto verso la fine del IV secolo, venerato come santo dalla Chiesa cattolica.
Nel più antico catalogo episcopale lionese, contenuto in un evangeliario della metà del IX secolo, e redatto attorno agli anni 799-814, il nome del vescovo Albino compare al 14º posto tra san Giusto e Martino. Non sono note le date esatte del suo episcopato, che è comunque posteriore al 381, anno in cui san Giusto prese parte al concilio di Aquileia e poco dopo dette le dimissioni dalla sede lionese per ritirarsi in un eremo in Egitto. Il suo episcopato si colloca verso la fine del IV secolo.
Ad Albino è attribuita la costruzione dell'antica cattedrale di Santo Stefano e del suo battistero. La sua tomba si trovava nella basilica di San Giusto, fuori le mura cittadine, in antichità chiamata chiesa dei Maccabei, dove un epitaffio lodava e ricordava il suo nome e i suoi meriti. La chiesa fu distrutta nel corso del XVI secolo e le sue reliquie andarono perse.
La più antica attestazione del vescovo Albino si trova nel Martirologio geronimiano (V-VI secolo), dove la sua celebrazione è posta al 15 settembre con queste parole: Lugduno Galliae beati Albini episcopi. Dal Martirologio geronimiano la sua commemorazione passò nel Martirologio Romano redatto dal Baronio. L'odierno martirologio, riformato a norma dei decreti del Concilio Vaticano II, ricorda il santo vescovo con queste parole: